# Specijalni efekti
Specijalni efekti (SPFX ili SFX) se koriste u filmskoj, televizijskoj i zabavnoj industriji za stvaranje efekata koji se ne mogu postići u normalnim uslovima, kao što je putovanje u drugu galaksiju, stvaranje velikih eksplozija ili prepravljanje, dodavanje ili uklanjanje nekih objekata iz filmske scene. Specijalne efekte sve više zamenjuju računarski stvoreni efekti (CGI), iako se često događa da se koriste i specijalni i računarski efekti. Specijalni efekti su tradicionalno podeljeni u kategorije za optičke efekte i mehaničke efekte. Pojavom digitalnog snimanja filmova, razlika između specijalnih efekata i vizuelnih efekata je porasla, a vizuelni se odnose na digitalnu postprodukciju, dok se „specijalni efekti” odnose na mehaničke i optičke efekte. Mehanički efekti (koji se nazivaju i praktični efekti ili fizički efekti) obično se postižu tokom snimanja žive akcije. To uključuje korištenje mehaniziranih pozorišnih rekvizita, krajolika, maketa, animatronike, pirotehnike i atmosferskih efekata: stvaranje vetra, kiše, magle, snega, oblaka, itd. Automobil koji se čini da vozi sam i raznosi zgradu su primeri mehaničkih efekata. Mehanički efekti su često uključeni u scenografiju i šminku. Na primer, set može biti izgrađen sa vratima ili zidovima koji se raspadaju kako bi se poboljšala scena borbe ili šminka veštačkog lica može se koristiti kako bi glumac izgledao kao neljudsko biće.
Optički efekti (koji se nazivaju i fotografski efekti) su tehnika pomoću koje se slike ili sekvence filma stvaraju fotografski, bilo „u kameri” pomoću višestruke izloženosti, složenih snimaka, ili Šeftanovog procesa, ili u postprodukciji pomoću optičkih pisača. Optički efekat može se koristiti da se postave glumci ili setovi nasuprot različitih pozadina.

## Istorija
Godine 1856, Oskar Gustave Rejlander stvorio je prve „trik fotografije” na svetu kombinovanjem različitih delova od 30 negativa u jednu sliku. Godine 1895, Alfred Klark stvorio je ono što se obično prihvata kao prvi specijalni efekat ikada napravljen za pokretne slike. Dok je snimao scenu obezglavljivanja Marije, kraljice Škotske, Klark je nagovorio glumca da se popne na stratište u Marijinoj odeći. Dok je dželat dizao sekiru iznad glave, Klarke je zaustavio kameru, i naredio je svim glumcima da se ne pokreću, a zatim je glumica koja je igrala Mariju napustila set. On je stavio lutku umesto Marije na mesto egzekucije, ponovo pokrenuo snimanje, i dozvolio dželatu da spusti sekiru, i odseče glavu lutke. „Takve tehnike ... ostale su srce snimanja specijalnih efekata za naredne vekove.” Ne samo da je to bila prva upotreba trikova u filmu, to je bila prva vrsta fotografskih trikova koja je bila moguća samo u filmu, poznata kao „stop trik”.
Francuski mađioničar Žorž Melijes je 1896. godine slučajno otkrio isti „stop trik”. Prema Melijesu, njegov fotoaparat se bio zaglavio dok je snimao scenu ulica u Parizu. Kada je prikazao film, otkrio je da je „stop trik” pretvorio kamion u mrtvačka kola, pešak je promenio pravac kretanja, a muškarci se pretvaraju u žene. Melijes, menadžer u pozorištu Robert-Houdin, bio je inspirisan da do 1914. godine snimi više od 500 kratkih filmova. Za to vreme razvio je tehnike kao što su dvostruka ekspozicija, ubrzani snimci, snimci koji postepeno blede, i ručno oslikavanje boja. Zbog svoje sposobnosti da naizgled manipuliše i prikaže stvarnost sa svojom kamerom, kao plodan stvaralac Melijes se ponekad naziva „bioskopskim mađioničarem”. Njegov najpoznatiji film, Put na Mesec (1902), kapriciozna je parodija romana Žila Verna Od Zemlje do Meseca. Tu se ističu kombinacije žive akcije i animacije, a takođe su uključene opsežne makete i naslikana pozadina scene.
Od 1910-1920, glavna inovacija u sferi specijalnih efekata bila je poboljšanje naslikane pozadine koje je snimao Norman Don. Originalne scene naslikane pozadine, bile su pokrivene komadima kartona postavljenim da blokiraju izloženost filmu, koje su kasnije bile izložene. Umesto da koristi kartone za blokiranje određenih scena izloženosti filmu, Don je jednostavno bojio određene delove scene u crno kako bi onemogućio izlaganje filmu. Od delimično izloženog filma, jedan kadar bi se zatim projektovao na stalak, gde je slika nacrtana. Sa stvaranjem iluzije slike direktno iz filma, postalo je neverovatno lako da se prikaže sliku sa pravilnim odnosom i perspektivom. Donova tehnika je ušla u udžbenike filmskih tehnika zbog prirodnih slika koje je stvorio.

## Literatura
- Pinteau, Pascal (2005). Special Effects: An Oral History – Interviews with 37 Masters Spanning 100 Years. Hirsch, Laurel. Harry N. Abrams, Inc. ISBN 978-0-8109-5591-2.
- Gross, Lynne S.; Foust, James C.; Burrows, Thomas D. (2005). Video Production Discipline and Techniques (9th изд.). McGraw Hill. стр. G11. ISBN 978-0-07-293548-6.
- Richard Rickitt (2007). Special Effects: The History and Technique (2nd изд.). ISBN 978-0-8230-8408-1.. Billboard Books.
- Movie Magic: The History of Special Effects in the Cinema by John Brosnan (1974)
- Techniques of Special Effects Cinematography by Raymond Fielding (For many years, the standard technical reference. Current edition 1985)
- Special Effects: Titanic and Beyond The online companion site to the NOVA documentary (especially notable are the timeline and glossary)
- T. Porter and T. Duff, "Compositing Digital Images", Proceedings of SIGGRAPH '84, 18 (1984).
- The Art and Science of Digital Compositing.  978-0-12-133960-9.
- McClean, Shilo T. (2007). Digital Storytelling: The Narrative Power of Visual Effects in Film. The MIT Press. ISBN 978-0-262-13465-1.
- Mark Cotta Vaz; Craig Barron (2004). The Invisible Art: The Legends of Movie Matte Painting. Chronicle Books. ISBN 978-0-8118-4515-1.
- Larry Nile Baker, A History of Special Effects Cinematography in the United States, 1895–1914, Larry Nile Baker, 1969.
- Begault, Durand R. (1994). 3-D Sound for Virtual Reality and Multimedia. AP Professional. ISBN 978-0-1208-4735-8.
- Biocca, Frank; Levy, Mark R. (1995). Communication in the Age of Virtual Reality. Lawrence Erlbaum Associates. ISBN 978-0-8058-1549-8.
- Peitgen, Heinz-Otto; Jürgens, Hartmut; Saupe, Dietmar (2004). Chaos and Fractals: New Frontiers of Science. Springer Science & Business Media. ISBN 978-0-387-20229-7.
- Sondermann, Horst (2008). Light Shadow Space: Architectural Rendering with Cinema 4D. Vienna: Springer. ISBN 978-3-211-48761-7.
- Abel, Richard, ур. (2005). Encyclopedia of Early Cinema. London/New York: Taylor & Francis. ISBN 0-415-23440-9.
- Malthête-Méliès, Madeleine (2011), Georges Méliès l'Enchanteur, Condé-sur-Noireau: La Tour Verte, ISBN 978-2917819128
- Cinémathèque Méliès (јун 2013), „Dossier: la soirée historique du Grand Café, Georges Méliès y assistait...la veille!”, Cinémathèque Méliès: Lettre d'information (37): 7, Архивирано из оригинала 15. 04. 2015. г., Приступљено 07. 01. 2023
- Cosandey, Roland (1991), „Georges Méliès as L'Inescamotable Escamoteur: A Study in Recognition”,  Ур.: Cherchi Usai, Paolo, A Trip to the Movies: Georges Méliès, Filmmaker and Magician (1861–1938) = Lo Schermo Incantato: Georges Méliès (1861–1938), [Rochester]: International Museum of Photography at George Eastman House, стр. 57—111
- Frazer, John (1979), Artificially Arranged Scenes: The Films of Georges Méliès, Boston: G.K. Hall & Co., ISBN 0816183686
- Malthête, Jacques; Mannoni, Laurent (2008), L'oeuvre de Georges Méliès, Paris: Éditions de La Martinière, ISBN 978-2732437323
- Malthête, Jacques; Mannoni, Laurent (2002), Méliès, magie et cinéma, Paris: Paris Musée/Fondation EDF, ISBN 2879005981
- Rosen, Miriam (1987), „Méliès, Georges”,  Ур.: Wakeman, John, World Film Directors: Volume I, 1890–1945, New York: The H.W. Wilson Company, стр. 747—65
- „12 Best Music Video Movie Homages: Smashing Pumpkins – Tonight, Tonight”. Total Film. 7. 4. 2010. Приступљено 28. 3. 2012.
- Stylus Staff (2006-07-20). „Stylus Magazine's Top 100 Music Videos of All Time”. StylusMagazine.com. Архивирано из оригинала 2007-03-29. г. Приступљено 2007-04-16.
- Solomon, Matthew (2011), „Introduction”,  Ур.: Solomon, Matthew, Fantastic Voyages of the Cinematic Imagination: Georges Méliès's Trip to the Moon, Albany: State University of New York Press, стр. 13, ISBN 9781438435817
- Méliès, Georges (2010), Georges Méliès: Encore (DVD; short film collection), Los Angeles: Flicker Alley, ISBN 978-1893967564
- Gaudreault, André (2011), „Theatricality, Narrativity, and Trickality: Reevaluating the Cinema of Georges Méliès”,  Ур.: Solomon, Matthew, Fantastic Voyages of the Cinematic Imagination: Georges Méliès's Trip to the Moon, Albany: State University of New York Press, стр. 31—47, ISBN 9781438435817
- Hammond, Paul (1974), Marvellous Méliès, London: Gordon Fraser, ISBN 0900406380
- Cook, David A. (1981), A History of Narrative Film, New York: W. W. Norton & Company, стр. 13, ISBN 0393013707